# 佐山村 (京都府)
佐山村（さやまむら）は、京都府久世郡にあった村。現在の久御山町の南部にあたる。

## 地理
- 河川 ： 木津川

## 歴史
- 1889年（明治22年）4月1日 - 町村制の施行により、市田村・田井村・下津屋村・佐古村・佐山村・林村の区域をもって発足。
- 1954年（昭和29年）10月1日 - 御牧村と合併して久御山町が発足。同日佐山村廃止。

## 交通

### 道路
- 主要地方道宇治淀線

現在は村域を第二京阪道路の久御山南インターチェンジが所在するが、当時は未開通。